# High Contrast
Шаблон:BLP sources

High Contrast, (справжнє ім'я Лінкольн Баррет, англ. Lincoln Barrett, 18 вересня 1979) — музичний продюсер та діджей.

## Творча біографія
Будучи підлітком, Лінк цікавився більше кіно, ніж музикою. Він вчився в кіношколі, збираючись стати режисером, проте, пізніше втратив віру в цю справу. «Я хотів бути режисером, але розчарувався в цьому» — говорить він — "Мене наситила лінійність сюжетів сучасного кіно. Музиці ж не доводиться бути історією. Вона дозволяє створити настрій, не спираючись на початок, середину або кінець треку. Я намагався відійти від сюжету, хоча і брав до уваги концепцію, але все одно не залежав від образів, механіки діалогів і встановлених рамок — тому що музика не має посереднього відношення до цього ".
"Також я був розчарований британською кіноіндустрією. Вона славилася протягом багатьох років, але зараз її майже не існує.
Голівудські фільми 70-х — ось їх ніхто не має права торкатися! Звільнення (Deliverance), Водій таксі (Taxi Driver), Французький зв'язок (French Connection), Заклинатель (The Exorcist), Заводний апельсин (Clockwork Orange) — сміховинна кількість воістину гарних фільмів … "
Фільм «Арабські ночі» J Majik'а, що закінчується вислизаючою приємною музикою з басом і бітами, направив 17-річного
Лінкольна на шлях drum'n'bass музики.
Поєднавши воєдино свої етику і принципи, талант до зодчества і любов до гарного настрою, часу, пам'яті та образів,
студент кіношколи Лінкольн Баррет починає писати jungle-музику. Першими побачили світ його композиції What's The Story? і Suddenly, на компіляції Plastic Surgery — один з перших проектів, що змішував drum'n'bass і мелодійний фанковий вокал. Реліз синглу Passion закріпив за Барретом репутацію людини, яка внесла нову хвилю в drum'n'bass музику. Йому було забезпечено
резиденство на університетській d'n'b вечірці «Silent Running», і також місце в унікальному магазині
Catapult record. Але це захоплення доводилося придушувати, щоб показувати в університеті відмінну успішність.
За допомогою «Silent Running» Лінкольн отримав можливість грати поруч з відомими музикантами, такими як John B та Grooverider, Marky та Digital, а також London Elektricity. Тоні і Кріс були приємно здивовані, коли Лінк програв їм кілька демоверсій своїх ранніх робіт, написаних у студії Catapult. Після цього почалися дзвінки та листи, які не припинялися, поки Лінк не підписав документи з Hospital, на придбання ними прав на композиції «Passion» і «Suddenly». Так Баррет став частиною їхньої команди.
Для запису свого першого альбому Лінк зібрав вокалістів і музикантів з Кардіффа. Цей реліз, який отримав назву «True Colours», був визнаний одним із найпопулярніших танцювальних альбомів 2002-о (Mixmag). Після його випуску Баррет отримує резиденцію в легендарному клубі Fabric, і стає одним з найбільш затребуваних діджеїв на drum & bass-сцені, і безперервно гастролює по Великій Британії, США , по всьому світу. На нагородженні Welsh Dance Music Awards — 2002 High Contrast був визнаний найкращим продюсером, а на врученні премії Drum & Bass Arena Awards — 2002 був названий відкриттям року.

## Особливості творчості
Музика High Contrast'а — це змішання безлічі стилів, таких як джаз, диско, гараж, є навіть кілька саундтреків.
Щоб висловити свої ідеї, Лінкольн використовує будь-які засоби, що мають відношення до музики. «Я проводжу дуже багато часу, підбираючи назви треків», - пояснює він. Це надзвичайно. Для більшості продюсерів імена композицій не настільки важливі. "Для мене назва кожного треку існує в певному ракурсі - чи є вона доречною для мене і чи несе вона який-небудь сенс. Я витрачаю багато часу, обдумуючи, які образи і слова асоціюються у мене з музикою.
Я програю мелодії в голові, а потім пробую знайти звуки, відповідні всьому цьому — можуть пройти роки. Трек «The Persistence of Memory» — це коротка історія, написана Айзеком Азімовим яку я прочитав, коли мені було 8 років. З тих пір ця фраза не давала мені спокою … ".
Крім усього іншого, теми, що хвилюють High Contrast'a — це час і пам'ять. Він говорить, що «The Persistence of Memory» явно посилається на звук «Circles» Adam'a F
середини 90-х: "Я намагаюся відродити класичний jungle — звук. Все, що надихає мене — це минуле jungle, яке інтригує, адже мені було 10 років коли народилася ця музика. Вперше я потрапив на jungle-вечірку в 1998 році, так що це — все, що я вивчив з історії jungle. Я віддаю перевагу слову «jungle» а не назві «drum'n'bass» — це данина пам'яті".
Взагалі, характерно, що Баррет натхненний минулим Drum & bass-сцени. Минулим, яке він не переживав безпосередньо, але ввібрав зі старими треками, мікстейпами, книгами … Для Лінкольна сила jungle полягає в його інструментальній сутності: "Звук не залежить від мови … Звук взагалі багато чому не підпорядковується.
Неважливо, якою мовою ви розмовляєте і в якій країні живете, ви безпосередньо звертаєтеся до великої кількості людей ".
Тому при написанні музики Баррет віддає перевагу саме інструментальним засобам вираження, використовуючи семпли, графічне оформлення і образи.
Він також використовує відео. "Звук і відео я порівнював як позитивне негативного. Відео — темрява, а звук — світло для мене. Це моє власне сприйняття всього цього …
Я розглядаю звук як чистішу форму, в деякому відношенні менш схильною до упередження. Звук більш близький до істини, а візуалізація подібна брехні."

## Цікаві факти
- Лінку подобається філософія та класична музика. Коли його запитують про футбол та інші «чоловічі» захоплення, він каже: «Ні, мені не подобається спорт. Футбол я вважаю нецікавим і візуально не стимулюючим. Вся іконографія футболу чужа мені».
- Лінк вегетаріанець, він не п'є і не вживає наркотиків.
- У нього незвичайний розпорядок дня: «Я прокидаюся о 4 годині вечора, а потім до 7 ранку працюю за комп'ютером».
- Він стверджує, що необов'язково мати дорогу студію, щоб записати альбом: «Перший альбом був мною записаний на звичайному PC з Hi-fi акустикою як моніторами. Ви можете зробити те ж саме».
- Коли він почав грати, він одночасно був МС: «я пробував робити все». Його перша вечірка відбулася в Ньюпорті в 1998: «Промоутер прибрав мене після півгодини гри, так як це було жахливо, і повернув на танцпол r'n'b».

## Дискографія
Сингли:
- Global Love, 12 "(Hospital Records)
- Passion, 12 "(Hospital Records)
- Twilights Last Gleaming / Made It Last Night, 12 "(Hospital Records)
- Papua New Guinea (D & B Mix), 12 "(Not On Label)
- The Basement Track, 12 "(Hospital Records)
- Music Is Everything (Remixes), 12 "(Breakbeat Science Recordings)
- Basement Track, 12 "(Hospital Records)

Альбоми LP:
- True Colours, 2xCD (2002)
- High Society (2004)
- Hospital UK (mixed)
- Tough Guys Don't Dance (2007)
- Confidential, 2xCD, (2009)